# The Carrie Diaries (1.ª temporada)
A primeira temporada de The Carrie Diaries, uma série de drama adolescente americana baseada no romance de mesmo nome de Candace Bushnell, estreou na The CW em 14 de janeiro de 2013. Desenvolvido por Amy B. Harris, a série serve como um pré-sequência para a série da HBO Sex and the City. The Carrie Diaries foi oficialmente escolhida para a temporada televisiva de 2012–13 em 11 de maio de 2012. Estreando no meio da temporada, a série concluiu sua primeira temporada em 8 de abril de 2013.

## Elenco

### Elenco principal
- AnnaSophia Robb como Carrie Bradshaw (13 episódios)
- Austin Butler como Sebastian Kydd (13 episódios)
- Katie Findlay como Maggie Landers (11 episódios)
- Brendan Dooling como Walt Reynolds (10 episódios)
- Ellen Wong como Jill "Mouse" Chen (13 episódios)
- Freema Agyeman como Larissa Loughlin (10 episódios)
- Stefania Owen como Dorrit Bradshaw (10 episódios)
- Matt Letscher como Tom Bradshaw (13 episódios)
- Chloe Bridges como Donna LaDonna (9 episódios)

### Elenco recorrente
- Scott Cohen como Harlan Silver (5 episódios)
- Nadia Dajani como Deb (3 episódios)
- Josh Salatin como Simon Byrnes (5 episódios)
- Jake Robinson como Bennet Wilcox (6 episódios)
- Richard Kohnke como George Silver (3 episódios)
- Evan Crooks como Miller (4 episódios)
- R.J. Brown como Thomas West (5 episódios)

## Episódios
| N.º na série | N.º na temp. | Título                                | Dirigido por             | Escrito por                  | Exibição original       | Cód. de produção | Audiência (milhões) |
| ------------ | ------------ | ------------------------------------- | ------------------------ | ---------------------------- | ----------------------- | ---------------- | ------------------- |
| 1            | 1            | "Pilot"                               | Miguel Arteta            | Amy B. Harris                | 14 de janeiro de 2013   | 276056           | 1.61                |
| 2            | 2            | "Lie with Me"                         | Alfonso Gomez-Rejon      | Amy B. Harris                | 21 de janeiro de 2013   | 3X7302           | 1.27                |
| 3            | 3            | "Read Before Use"                     | Daisy von Scherler Mayer | Terri Minsky                 | 28 de janeiro de 2013   | 3X7303           | 1.38                |
| 4            | 4            | "Fright Night"                        | Jennifer Getzinger       | Henry Alonso Myers           | 4 de fevereiro de 2013  | 3X7304           | 1.51                |
| 5            | 5            | "Dangerous Territory"                 | Norman Buckley           | Amy B. Harris                | 11 de fevereiro de 2013 | 3X7305           | 1.20                |
| 6            | 6            | "Endgame"                             | David Paymer             | Jessica O'Toole & Amy Rardin | 18 de fevereiro de 2013 | 3X7306           | 1.08                |
| 7            | 7            | "Caught"                              | Nanette Burstein         | Doug Stockstill              | 25 de fevereiro de 2013 | 3X7307           | 1.00                |
| 8            | 8            | "Hush Hush"                           | Amy Heckerling           | Marc Halsey                  | 4 de março de 2013      | 3X7308           | 1.10                |
| 9            | 9            | "The Great Unknown"                   | Janice Cooke             | Amy B. Harris                | 11 de março de 2013     | 3X7309           | 1.03                |
| 10           | 10           | "The Long and Winding Road Not Taken" | Michael Fields           | Terri Minsky                 | 18 de março de 2013     | 3X7310           | 0.99                |
| 11           | 11           | "Identity Crisis"                     | Jann Turner              | Jessica O'Toole & Amy Rardin | 25 de março de 2013     | 3X7311           | 0.83                |
| 12           | 12           | "A First Time for Everything"         | Patrick Norris           | Henry Alonso Myers           | 1 de abril de 2013      | 3X7312           | 0.87                |
| 13           | 13           | "Kiss Yesterday Goodbye"              | Andy Wolk                | Amy B. Harris                | 8 de abril de 2013      | 3X7313           | 1.00                |